# Stadtrat Meyn (Rose)
Stadtrat Meyn ist eine Rosenzüchtung von Mathias Tantau, die 1919 eingeführt wurde. Diese Rose gehört zusammen mit Schöne von Holstein zu seinen ersten Züchtungen. Sie ist dem Uetersener Gärtnermeister und späteren Stadtrat und Bürgermeister Ernst Ladewig Meyn gewidmet. Dieser gründete zusammen mit dem Züchter und Wilhelm Kordes das Rosarium Uetersen.
Sie ist eine klein wachsende Rose, mit einem buschigen Wuchs. Die Blüte ist verhältnismäßig groß und ihre Farbe reicht von Mittel bis Ziegelrot. Sie blüht ununterbrochen während der ganzen Rosensaison. Die Laubblätter der Rose sind überwiegend dunkelgrün.
Stadtrat Meyn ist frosthart bis −23 °C (USDA-Zone 6). Diese Rose ist nicht mehr im Handel erhältlich. Mathias Tantau züchtete sie aus den Keimlingen der „Orléans-Rose“.